# قطعات قابل تعویض
قطعات قابل تعویض (انگلیسی: Interchangeable parts) یا قطعات پیش ساخته، قطعاتی هم شکل و هم اندازه هستند. دقت این هم شکلی و هم اندازگی باید به حدی باشد که در ساختار یک دستگاه، بتوان یک قطعه را به راحتی جایگزین قطعهٔ دیگر کرد. منظور از راحتی، عدم نیاز به پرداخت دستی قطعه است؛ یعنی در هنگام تعویض یک قطعه معیوب قابل تعویض، قطعه جدید نباید نیازی به سنگ زدن یا سوهان کاری داشته باشد. به این ترتیب، نیاز به نیروی کار ماهر، به حداقل می‌رسد. تعویض قطعات با سرعت بیشتری انجام شده و در نیروی کار نیز صرفه جویی می‌شود.
ابتکار ساخت قطعات قابل تعویض، نقشی تعیین‌کننده در وقوع انقلاب صنعتی و ایجاد خط مونتاژ داشته‌است. تولید انبوه قطعات قابل تعویض، در قرن بیستم میلادی، در بسیاری از صنایع گسترش یافت و بخشی مهم از صنایع مدرن را به خود اختصاص داد. در حالی که تنها در موارد معدودی این روند، ابعاد محدودتری داشته‌است.
قابلیت تعویض قطعات، حاصل ترکیب مجموعه ای از اختراع و تکمیل ماشین‌ها و ابزار تولید بود. پیشرفت در ساخت ماشین‌های ابزار کارا و دقیق، مانند پرس هیدرولیک، دستگاه تراش پیچ، ماشین سری تراشی، دستگاه فرز و صفحه تراش، پیش شرط لازم برای تولید انبوه قطعات هم شکل و هم اندازهٔ قابل تعویض بود. به علاوه، تولید انبوه قطعات پیش ساخته، نیاز به مهارت‌ها و شیوه‌های مناسب جدیدی داشت. وجود قیدهای قوی، دقیق و قابل اطمینان، برای نگه داشتن و هدایت قطعهٔ در حال تولید، در مراحل پرتنش تولید، ضروری بود. ابزارهای اندازه گیری نیز باید دقیق و سریع بودند. انتقال نیرو با استفاده از نیروی برق جایگزین محورهای گردونی شد که حجم زیادی را اشغال کرده و خطر آفرین بودند. نیروی برق به ماشین‌های تولید اجازه می‌داد که به‌طور مستقل از هم و با دقت و سرعت بیشتری عمل کرده و به مراقبت انسانی، کمتری نیاز داشته باشند. ظهور سامانه‌های کنترل عددی در خطوط تولید، بعدها به نوبهٔ خود، مقدمه و پیش شرطی لازم برای به خدمت گرفتن رایانه در مراحل تولید شد.

## پیشینه

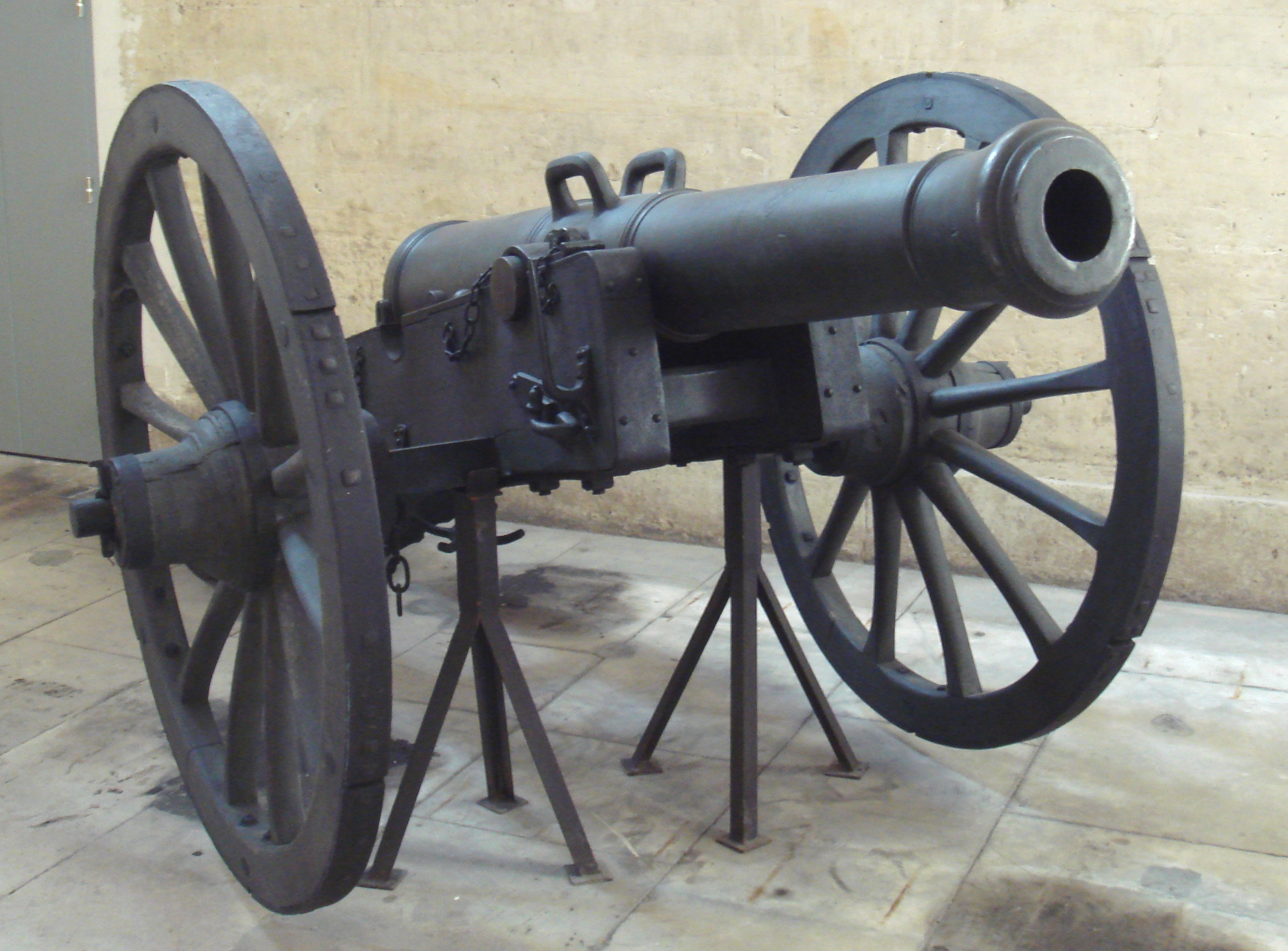
نمونه ای از توپ جنگی ساخت افسر مهندس گریبووال که در نوع خود اولین نمونهٔ مجهز به قطعات پیش ساختهٔ قابل تعویض بود.
(۱۷۹۳ تا ۱۷۹۴م)

یکی از مهم‌ترین عوامل و نیز دست‌آوردهای انقلاب صنعتی، تولید انبوه قطعات پیش ساختهٔ قابل تعویض بود. انقلاب صنعتی، معیارهای واحدی، برای باز تولید کالای موفق، به صورت انبوه، به وجود آورد. تا پیش از تولید قطعات قابل تعویض، هر ساختاری کم و بیش موردی منحصر به فرد بود و تعمیر یا باز تولید آن، وابستگی شدید به سازنده اصلی و شرایط غیرقابل پیش‌بینی داشت. 
ابتکار تولید قطعات پیش ساخته قابل تعویض، محصول یک روند طولانی از نیازها و تلاشهای گمنام است. با این حال در این روند طولانی مقاطع برجسته ای در تاریخ ثبت شده‌است. از جمله در سال ۱۸۰۱م، ایلای ویتنی یک روش جدید در تولید ماشین‌های ابزار را معرفی کرد که در آن تولید قطعات پیش ساختهٔ قابل تعویض، پیش‌بینی و به روشنی توضیح داده شده بود. ایدهٔ این مخترع آمریکایی اولین بار توسط یک افسر مهندس ارتش پادشاهی فرانسه به نام ژان باپتیست واکت دو گریبووال به صورت جدی مطالعه و تدوین شد. در سال ۱۷۷۸م، همین ایده، اساس تولید سلاح‌های مجهز به تجهیزات قابل تعویض را تشکیل داد. توپ‌های جنگی جدید ساخت این مهندس فرانسوی به نمایندگی از دولت پادشاهی فرانسه، در خدمت ارتش اتریش، در سومین نبرد سلیزی به آزمایش گذاشته شد. موفقیت توپخانه اتریش که مجهز به توپ‌های جدید بود به ارتش پادشاهی فرانسه در یک گزارش رسمی شرح داده شد. به دنبال این گزارش یک سری تغییرات اساسی در شیوهٔ تولید سلاح‌های جنگی در فرانسه ایجاد شد. تغییراتی که نه تنها ماندگار شد، بلکه به کشورهای دیگر سرایت کرده و به صنایع دیگر تعمیم داده شد و خود به عنوان یکی از ستونهای اصلی انقلاب صنعتی در تاریخ ثبت گشت.
 در ایران نیز صرف نظر از موارد پراکنده که کمتر شناخته شده‌است، تولید قطعات پیش ساختهٔ قابل تعویض صنعتی احتمالاً با صنایع خودروسازی رواج پیدا کرد.